# Cuisy (Seine-et-Marne)
Pour les articles homonymes, voir Cuisy.
Cuisy est une commune française située dans le département de Seine-et-Marne en région Île-de-France.

## Géographie

### Localisation
Cuisy est situé en Goële au pied d'une colline à 13 km au nord-ouest de Meaux.

### Communes limitrophes
|                 |                     | Saint-Soupplets     |
| Montgé-en-Goële | Cuisy               |                     |
|                 | Le Plessis-aux-Bois | Le Plessis-l'Évêque |

### Géologie et relief
La commune est classée en zone de sismicité 1, correspondant à une sismicité très faible.

### Hydrographie

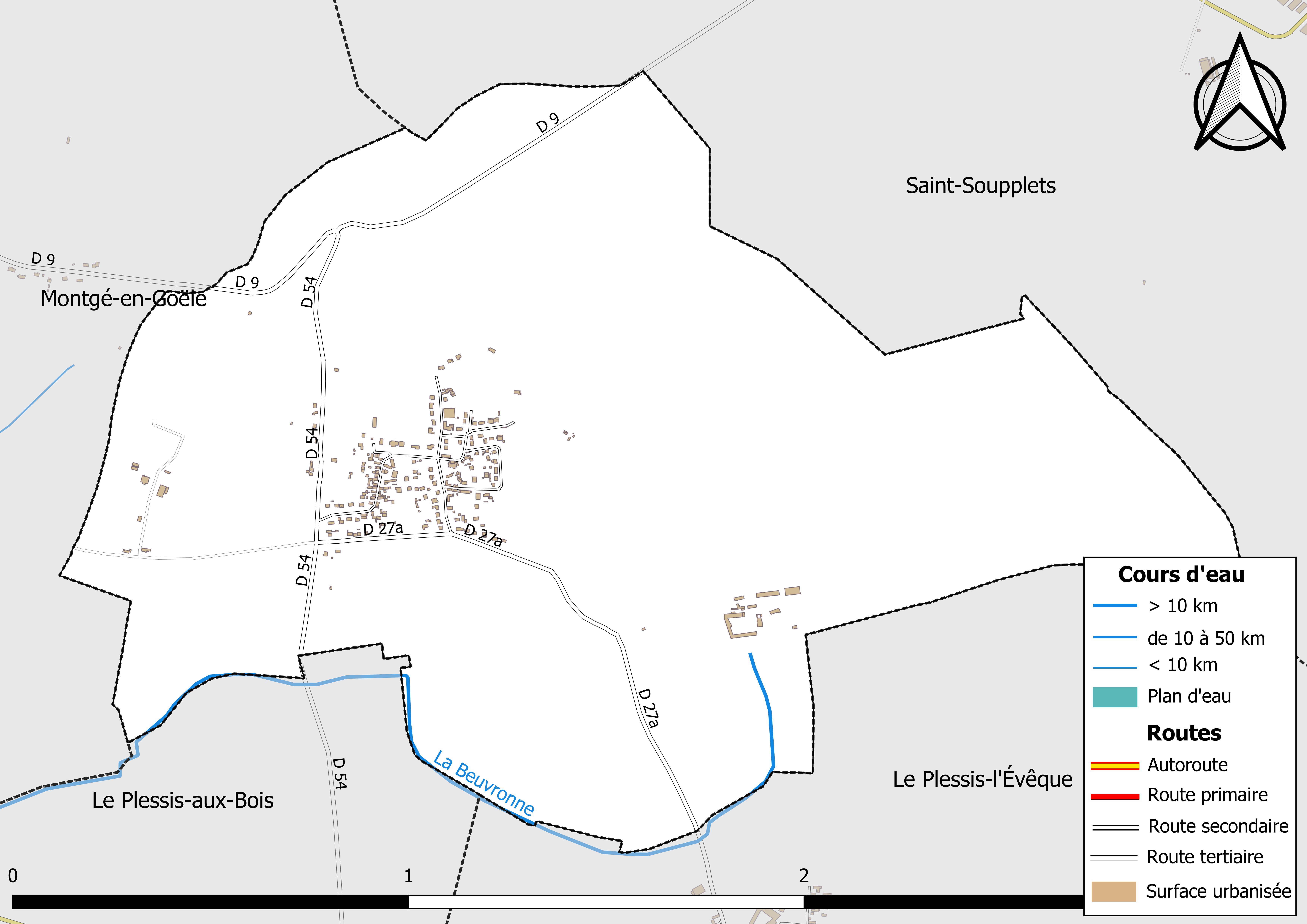
Carte des réseaux hydrographique et routier de Cuisy.

Le réseau hydrographique de la commune se compose d'un seul cours d'eau référencé : le ru de la fourcière, long de 23,9 km (autre toponyme de la Beuvronne) qui y prend sa source. C'est un affluent en rive droite de la Marne.
Sa longueur totale sur la commune est de 1,63 km.

### Climat
Pour des articles plus généraux, voir Climat de l'Île-de-France et Climat de Seine-et-Marne.
En 2010, le climat de la commune est de type climat océanique dégradé des plaines du Centre et du Nord, selon une étude du CNRS s'appuyant sur une série de données couvrant la période 1971-2000. En 2020, Météo-France publie une typologie des climats de la France métropolitaine dans laquelle la commune est exposée à un climat océanique altéré et est dans la région climatique Nord-est du bassin Parisien, caractérisée par un ensoleillement médiocre, une pluviométrie moyenne régulièrement répartie au cours de l’année et un hiver froid (3 °C).
Pour la période 1971-2000, la température annuelle moyenne est de 10,7 °C, avec une amplitude thermique annuelle de 15 °C. Le cumul annuel moyen de précipitations est de 735 mm, avec 11,5 jours de précipitations en janvier et 8 jours en juillet. Pour la période 1991-2020, la température moyenne annuelle observée sur la station météorologique la plus proche, située sur la commune du Plessis-Belleville à 9 km à vol d'oiseau, est de 11,4 °C et le cumul annuel moyen de précipitations est de 661,7 mm,. Pour l'avenir, les paramètres climatiques de la commune estimés pour 2050 selon différents scénarios d'émission de gaz à effet de serre sont consultables sur un site dédié publié par Météo-France en novembre 2022.

### Milieux naturels et biodiversité

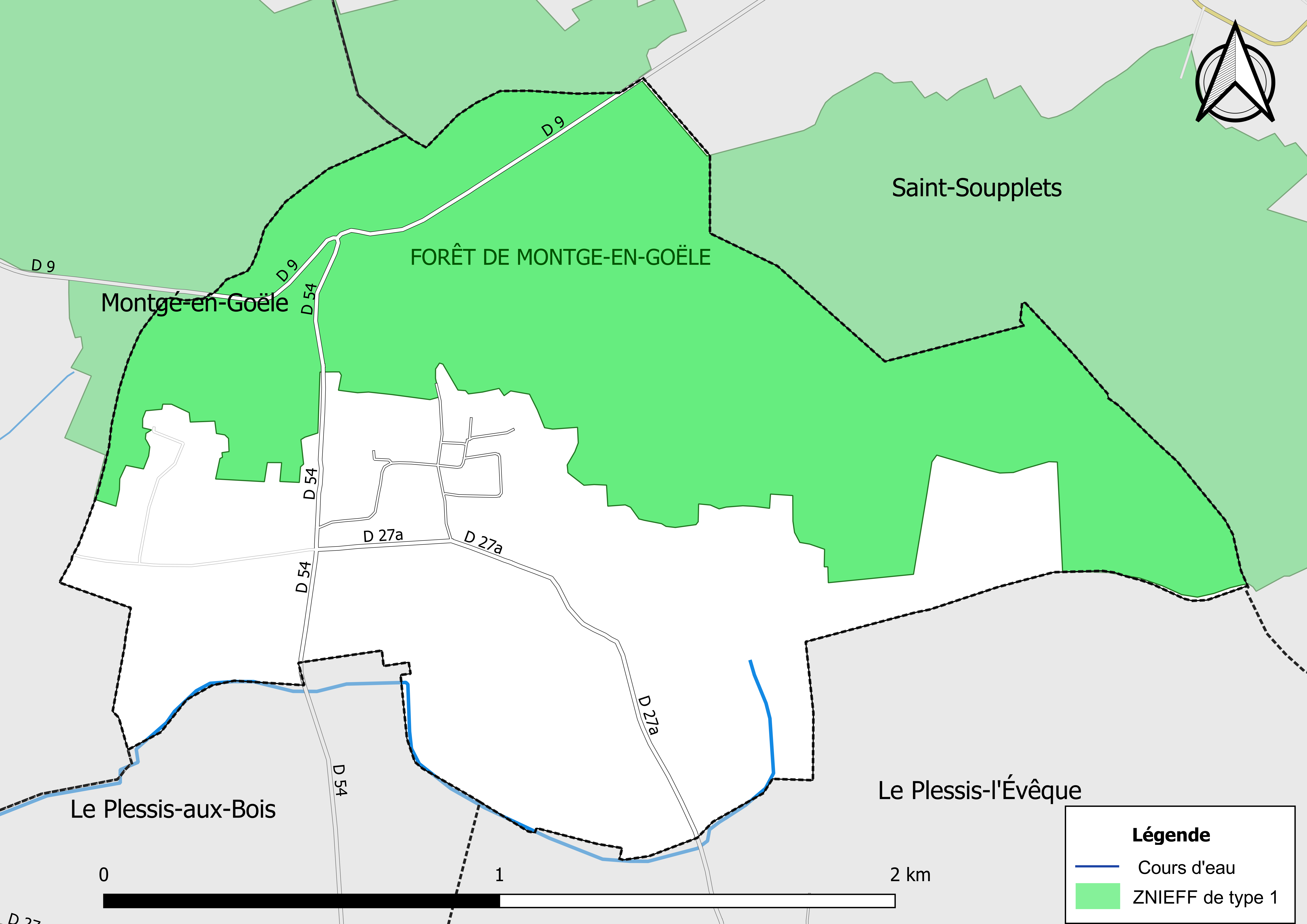
Carte des ZNIEFF de type 1 localisées sur la commune.

L’inventaire des zones naturelles d'intérêt écologique, faunistique et floristique (ZNIEFF) a pour objectif de réaliser une couverture des zones les plus intéressantes sur le plan écologique, essentiellement dans la perspective d’améliorer la connaissance du patrimoine naturel national et de fournir aux différents décideurs un outil d’aide à la prise en compte de l’environnement dans l’aménagement du territoire.
Le territoire communal de Cuisy comprend une ZNIEFF de type 1,,, 
la « Forêt de Montge-en-Goële » (804,67 ha), couvrant 5 communes du département.

## Urbanisme

### Typologie
Au 1er janvier 2024, Cuisy est catégorisée commune rurale à habitat dispersé, selon la nouvelle grille communale de densité à sept niveaux définie par l'Insee en 2022.
Elle est située hors unité urbaine. Par ailleurs la commune fait partie de l'aire d'attraction de Paris, dont elle est une commune de la couronne,. Cette aire regroupe 1 929 communes,.

### Lieux-dits et écarts
La commune compte 36 lieux-dits administratifs répertoriés consultables ici (source : le fichier Fantoir) dont Chambre Fontaine (ferme).

### Occupation des sols
L'occupation des sols de la commune, telle qu'elle ressort de la base de données européenne d’occupation biophysique des sols Corine Land Cover (CLC), est marquée par l'importance des forêts et milieux semi-naturels (48,9 % en 2018), en diminution par rapport à 1990 (51,1 %). La répartition détaillée en 2018 est la suivante : 
forêts (48,9% ), terres arables (41,3% ), zones urbanisées (7,9% ), mines, décharges et chantiers (2 %).
Parallèlement, L'Institut Paris Région, agence d'urbanisme de la région Île-de-France, a mis en place un inventaire numérique de l'occupation du sol de l'Île-de-France, dénommé le MOS (Mode d'occupation du sol), actualisé régulièrement depuis sa première édition en 1982. Réalisé à partir de photos aériennes, le Mos distingue les espaces naturels, agricoles et forestiers mais aussi les espaces urbains (habitat, infrastructures, équipements, activités économiques, etc.) selon une classification pouvant aller jusqu'à 81 postes, différente de celle de Corine Land Cover,,. L'Institut met également à disposition des outils permettant de visualiser par photo aérienne l'évolution de l'occupation des sols de la commune entre 1949 et 2018.

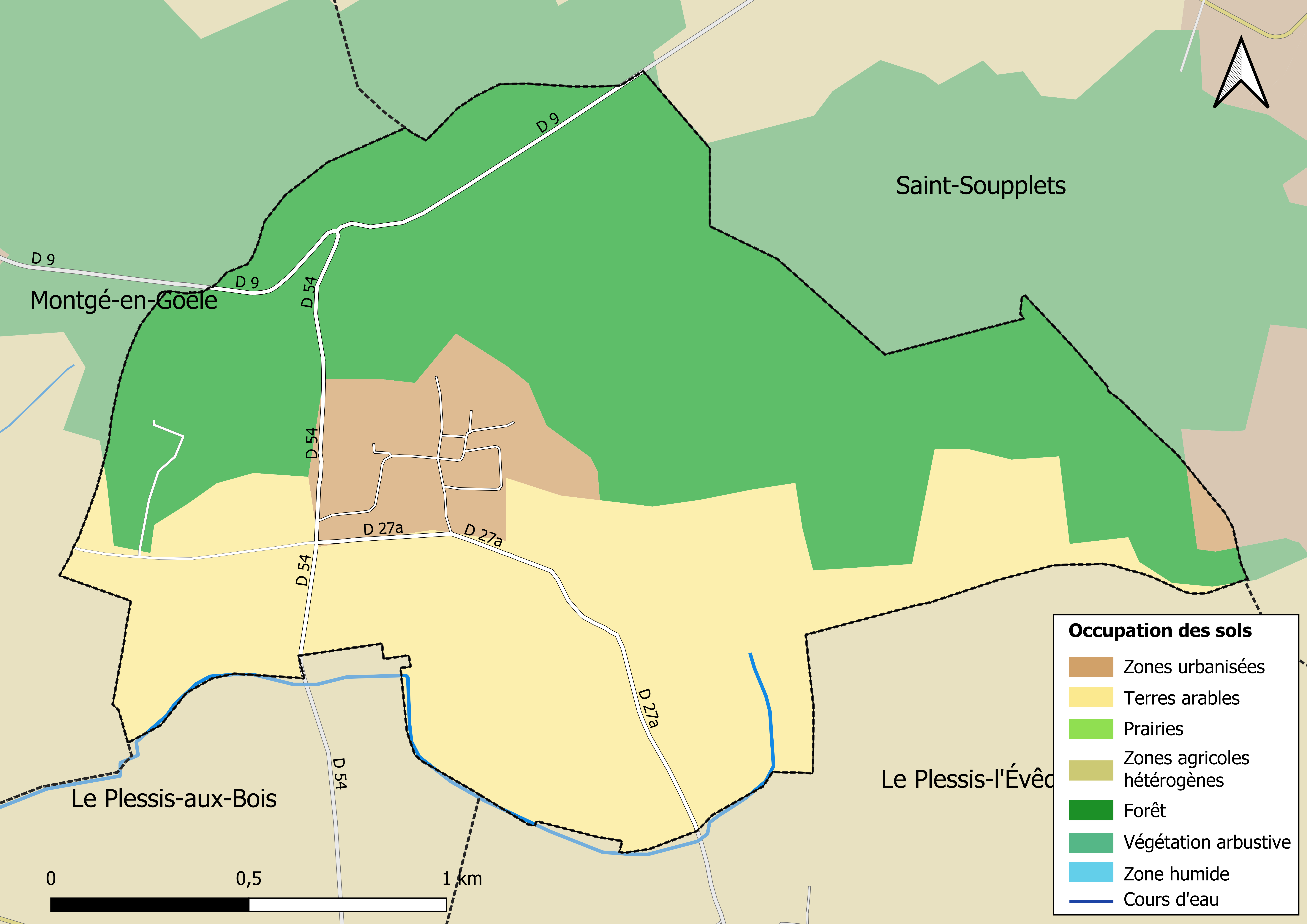
Carte des infrastructures et de l'occupation des sols en 2018 (CLC) de la commune.
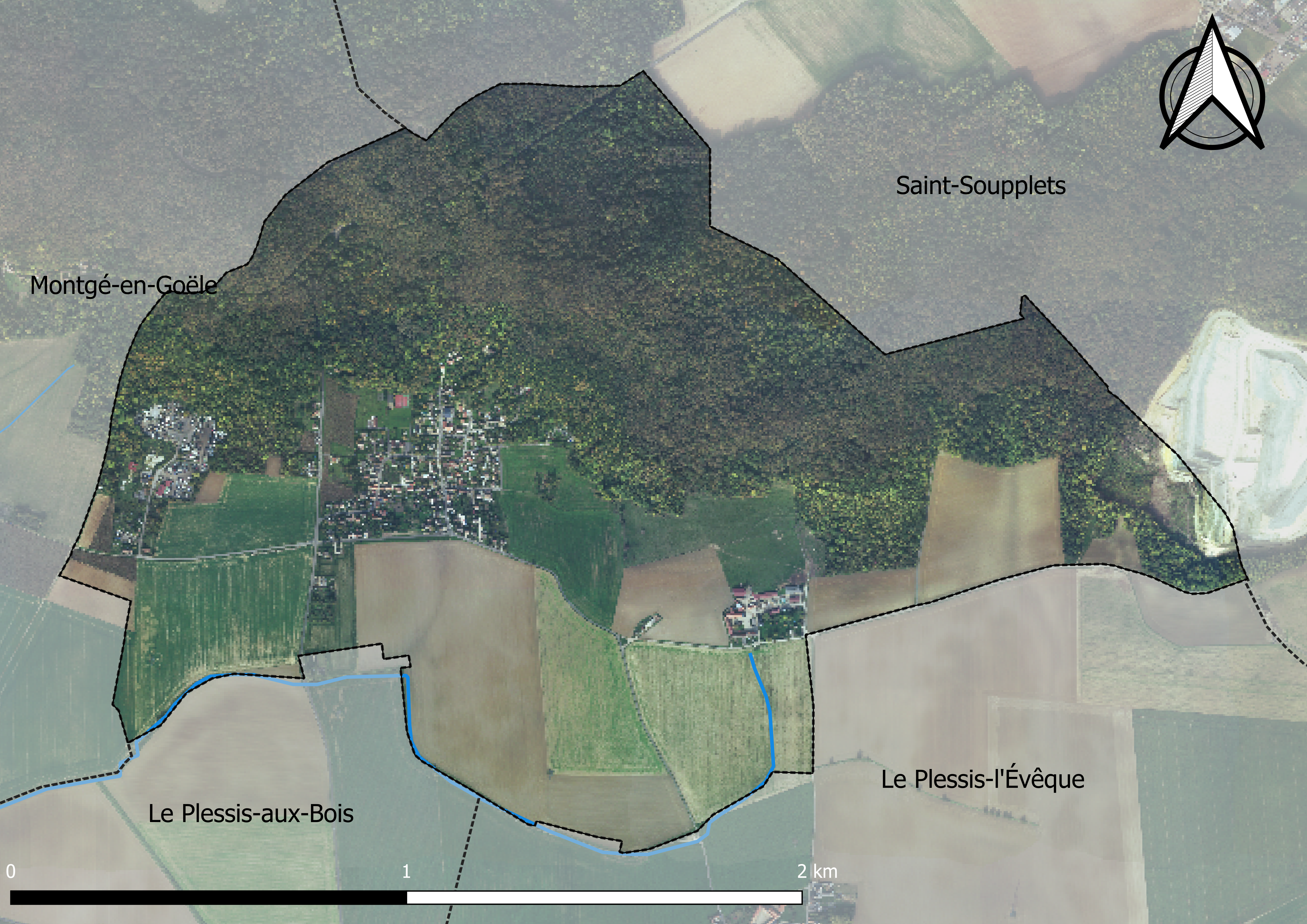
Carte orhophotogrammétrique de la commune.

### Planification
La loi SRU du 13 décembre 2000 a incité les communes à se regrouper au sein d’un établissement public, pour déterminer les partis d’aménagement de l’espace au sein d’un SCoT, un document d’orientation stratégique des politiques publiques à une grande échelle et à un horizon de 20 ans et s'imposant aux documents d'urbanisme locaux, les PLU (Plan local d'urbanisme). La commune est dans le territoire du SCOT Roissy Pays de France, approuvé le 19 décembre 2019 et porté par la communauté d’agglomération Roissy Pays de France.
La commune disposait en 2019 d'un plan local d'urbanisme en révision. Le zonage réglementaire et le règlement associé peuvent être consultés sur le Géoportail de l'urbanisme.

### Logement
En 2014, le nombre total de logements dans la commune était de 166  (dont 88,2 % de maisons et 11,8 % d’appartements).
Parmi ces logements, 94 %  étaient des résidences principales, 2,4 % des résidences secondaires et 3,6 %  des logements vacants.
La part des ménages propriétaires de leur résidence principale s’élevait à 83,1 % contre 15 % de locataires.

### Voies de communication et transports

#### Voies de communication
La D 54  borde la commune à l'ouest sur un axe nord-sud et relie Le Plessis-aux-Bois à 2,4 km.  On accède également à Cuisy par  la D 54a  de Plessis-l’Évêque à 2,3 km au sud-est.

#### Transports
Réseau de bus Roissy Est :
- Ligne 710 du  (Dammartin Juilly Saint-Mard - Le Plessis-l'Evêque)
- Ligne 711 du  (Meaux - Moussy-le-Neuf)

## Toponymie
- De « Cuisiacum », nom d’un ancien domaine gallo-romain[réf. nécessaire].
- Formes anciennes : In villa que vocatur Curiacus in pago Meldensi en 839, G. de Cuisiaco en 1207, Guisiacum en 1239, Quinsi en 1249, Cuissy en France en 1537[23].

## Histoire
Cuisy a été mentionné au IXe siècle.
Siège de l'abbaye de prémontrés de Chambrefontaine, fondée vers 1190 et disparue à la Révolution

## Politique et administration

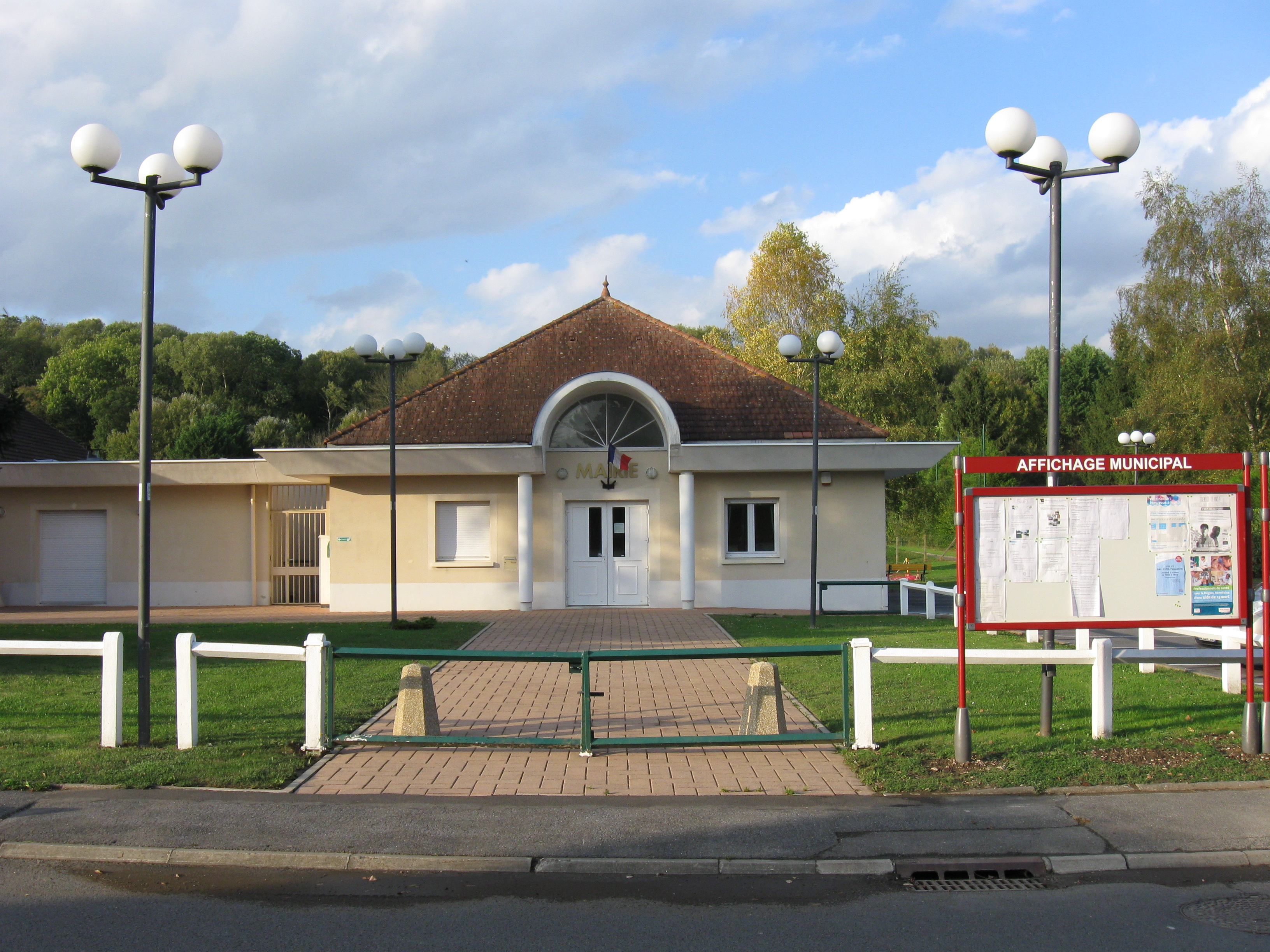
La mairie.

### Tendances politiques et résultats

#### Élections nationales
- Élection présidentielle de 2017[25]: 28,15 % pour Emmanuel Macron (REM), 38,08 % pour Marine Le Pen (FN), 76,16 % de participation.

### Liste des maires
| Période                                  | Période   | Identité            | Étiquette | Qualité     |
| ---------------------------------------- | --------- | ------------------- | --------- | ----------- |
| Les données manquantes sont à compléter. |           |                     |           |             |
| mars 2001                                | mars 2008 | Jean-Louis Courtois |           |             |
| mars 2008                                | En cours  | Frédéric Besnard    |           | Agriculteur |

## Équipements et services

### Eau et assainissement
L’organisation de la distribution de l’eau potable, de la collecte et du traitement des eaux usées et pluviales relève des communes. La loi NOTRe de 2015 a accru le rôle des EPCI à fiscalité propre en leur transférant cette compétence. Ce transfert devait en principe être effectif au 1er janvier 2020, mais la loi Ferrand-Fesneau du 3 août 2018 a introduit la possibilité d’un report de ce transfert au 1er janvier 2026,.

#### Assainissement des eaux usées
En 2020, la gestion du service d'assainissement collectif de la commune de Cuisy est assurée par la communauté de communes Plaines et monts de France (CCPMF) pour la collecte, le transport et la dépollution. Ce service est géré en délégation par une entreprise privée, dont le contrat arrive à échéance le 30 juin 2020,,.
L’assainissement non collectif (ANC) désigne les installations individuelles de traitement des eaux domestiques qui ne sont pas desservies par un réseau public de collecte des eaux usées et qui doivent en conséquence traiter elles-mêmes leurs eaux usées avant de les rejeter dans le milieu naturel. La communauté de communes Plaines et monts de France (CCPMF) assure pour le compte de la commune le service public d'assainissement non collectif (SPANC), qui a pour mission de vérifier la bonne exécution des travaux de réalisation et de réhabilitation, ainsi que le bon fonctionnement et l’entretien des installations,.

#### Eau potable
En 2020, l'alimentation en eau potable est assurée par la communauté de communes Plaines et monts de France (CCPMF) qui en a délégué la gestion à une entreprise privée, dont le contrat expire le 31 décembre 2023,.

## Population et société

### Démographie
Les habitants sont appelés les Cusaciens.
L'évolution du nombre d'habitants est connue à travers les recensements de la population effectués dans la commune depuis 1793. Pour les communes de moins de 10 000 habitants, une enquête de recensement portant sur toute la population est réalisée tous les cinq ans, les populations de référence des années intermédiaires étant quant à elles estimées par interpolation ou extrapolation. Pour la commune, le premier recensement exhaustif entrant dans le cadre du nouveau dispositif a été réalisé en 2006.

En 2022, la commune comptait 471 habitants, en évolution de +6,8 % par rapport à 2016 (Seine-et-Marne : +3,92 %, France hors Mayotte : +2,11 %).
| 1793 | 1800 | 1806 | 1821 | 1831 | 1836 | 1841 | 1846 | 1851 |
| ---- | ---- | ---- | ---- | ---- | ---- | ---- | ---- | ---- |
| 147  | 176  | 199  | 178  | 195  | 193  | 216  | 180  | 176  |

| 1856 | 1861 | 1866 | 1872 | 1876 | 1881 | 1886 | 1891 | 1896 |
| ---- | ---- | ---- | ---- | ---- | ---- | ---- | ---- | ---- |
| 174  | 150  | 136  | 146  | 147  | 144  | 138  | 142  | 123  |

| 1901 | 1906 | 1911 | 1921 | 1926 | 1931 | 1936 | 1946 | 1954 |
| ---- | ---- | ---- | ---- | ---- | ---- | ---- | ---- | ---- |
| 135  | 122  | 145  | 113  | 106  | 128  | 128  | 128  | 129  |

| 1962 | 1968 | 1975 | 1982 | 1990 | 1999 | 2006 | 2011 | 2016 |
| ---- | ---- | ---- | ---- | ---- | ---- | ---- | ---- | ---- |
| 88   | 116  | 171  | 266  | 370  | 374  | 445  | 439  | 441  |

| 2021 | 2022 | - | - | - | - | - | - | - |
| ---- | ---- | - | - | - | - | - | - | - |
| 466  | 471  | - | - | - | - | - | - | - |

### Enseignement
Cuisy  dispose d’une école primaire publique, comprenant une école élémentaire, située 1 rue de l'église.
Cet établissement public, inscrit sous le code 0770297E
, comprend 48 élèves (chiffre du Éducation nationale).
La commune dépend de l'Académie de Créteil ; pour le calendrier des vacances scolaires, Cuisy est en zone C.

## Économie

### Revenus de la population et fiscalité
Le nombre de ménages fiscaux en 2014 était de 155 représentant 439 personnes et la  médiane du revenu disponible par unité de consommation  de 24 333 €.

### Emploi
En 2014, le nombre total d’emploi dans la zone était de 63, occupant 220 actifs  résidants (salariés et non salariés) .
Le taux d’activité de la population âgée de 15 à 64 ans s'élevait à  82,9 % contre un taux de chômage (au sens du recensement) de 5,5 %. Les inactifs se répartissent de la façon suivante : étudiants et stagiaires non rémunérés 9,4 %, retraités ou préretraités 3,8 %, autres inactifs 3,8 %.

### Entreprises et commerces
En 2015, le nombre d’établissements actifs était de vingt-huit dont un dans l’agriculture-sylviculture-pêche, huit dans la construction, seize dans le commerce-transports-services divers et trois  étaient relatifs au secteur administratif.
Ces établissements ont pourvu trente-quatre  postes salariés.

### Secteurs d'activité

#### Agriculture
Cuisy est dans la petite région agricole dénommée la « Goële et Multien », regroupant deux petites régions naturelles, respectivement la Goële et le pays de Meaux (Multien). En 2010, l'orientation technico-économique de l'agriculture sur la commune est diverses cultures (hors céréales et oléoprotéagineux, fleurs et fruits).
Si la productivité agricole de la Seine-et-Marne se situe dans le peloton de tête des départements français, le département enregistre un double phénomène de disparition des terres cultivables (près de 2 000 ha par an dans les années 1980, moins dans les années 2000) et de réduction d'environ 30 % du nombre d'agriculteurs dans les années 2010. Cette tendance n'est pas confirmée au niveau de la commune qui voit le nombre d'exploitations rester constant entre 1988 et 2010. Parallèlement, la taille de ces exploitations augmente, passant de 97 ha en 1988 à 144 ha en 2010.
Le tableau ci-dessous présente les principales caractéristiques des exploitations agricoles de Cuisy, observées sur une période de 22 ans : 
|                                      | 1988 | 2000 | 2010 |
| ------------------------------------ | ---- | ---- | ---- |
| Dimension économique,                |      |      |      |
| Nombre d’exploitations (u)           | 2    | 2    | 2    |
| Travail (UTA)                        | 4    | 4    | 3    |
| Surface agricole utilisée (ha)       | 194  | 263  | 287  |
| Cultures                             |      |      |      |
| Terres labourables (ha)              | s    | s    | s    |
| Céréales (ha)                        | s    | s    | s    |
| dont blé tendre (ha)                 | s    | s    | s    |
| dont maïs-grain et maïs-semence (ha) | s    | s    | s    |
| Tournesol (ha)                       | 0    |      |      |
| Colza et navette (ha)                | 0    | s    | s    |
| Élevage                              |      |      |      |
| Cheptel (UGBTA)                      | 120  | 153  | 168  |

## Culture locale et patrimoine

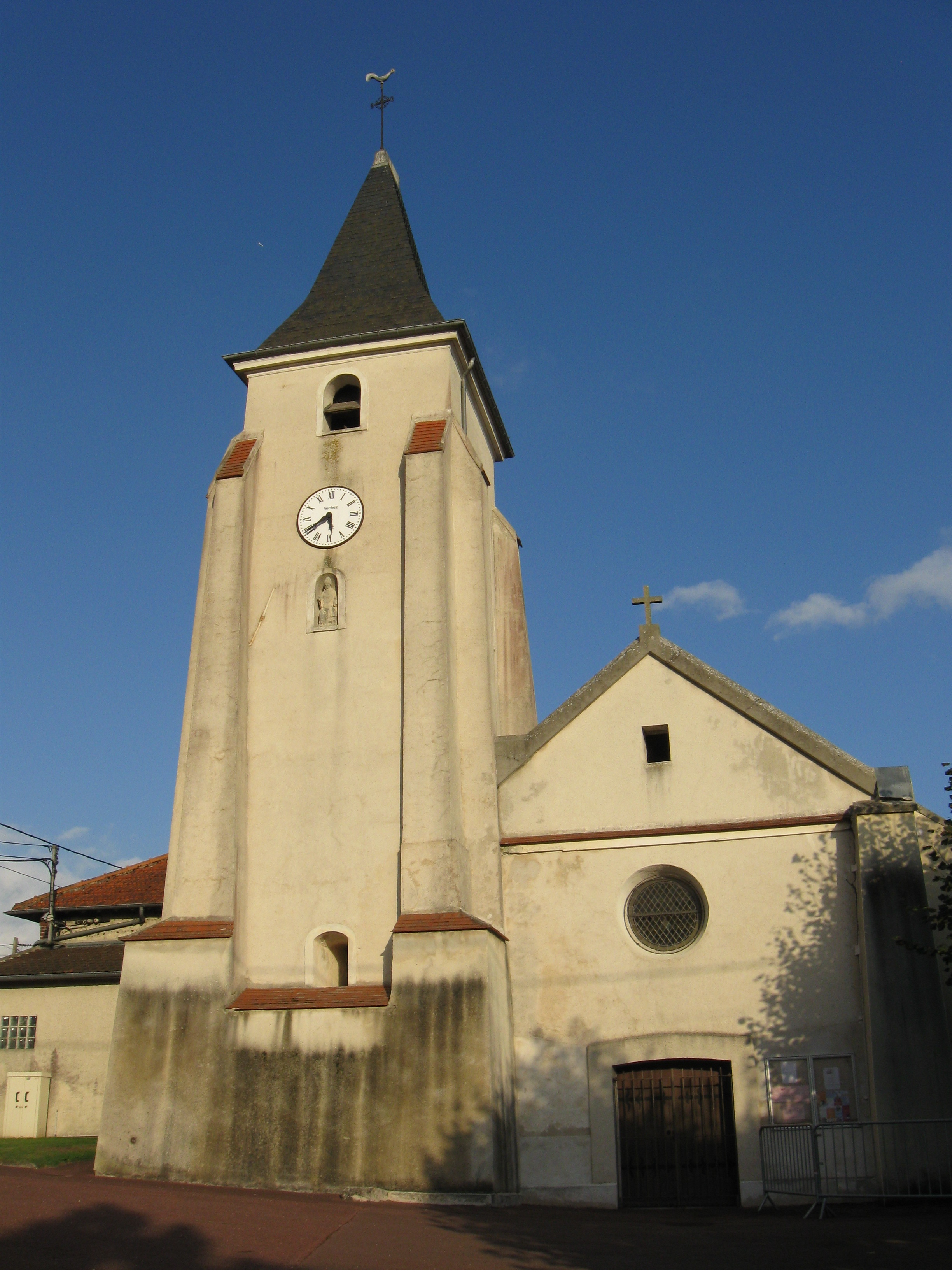
L'église Saint-Pierre.

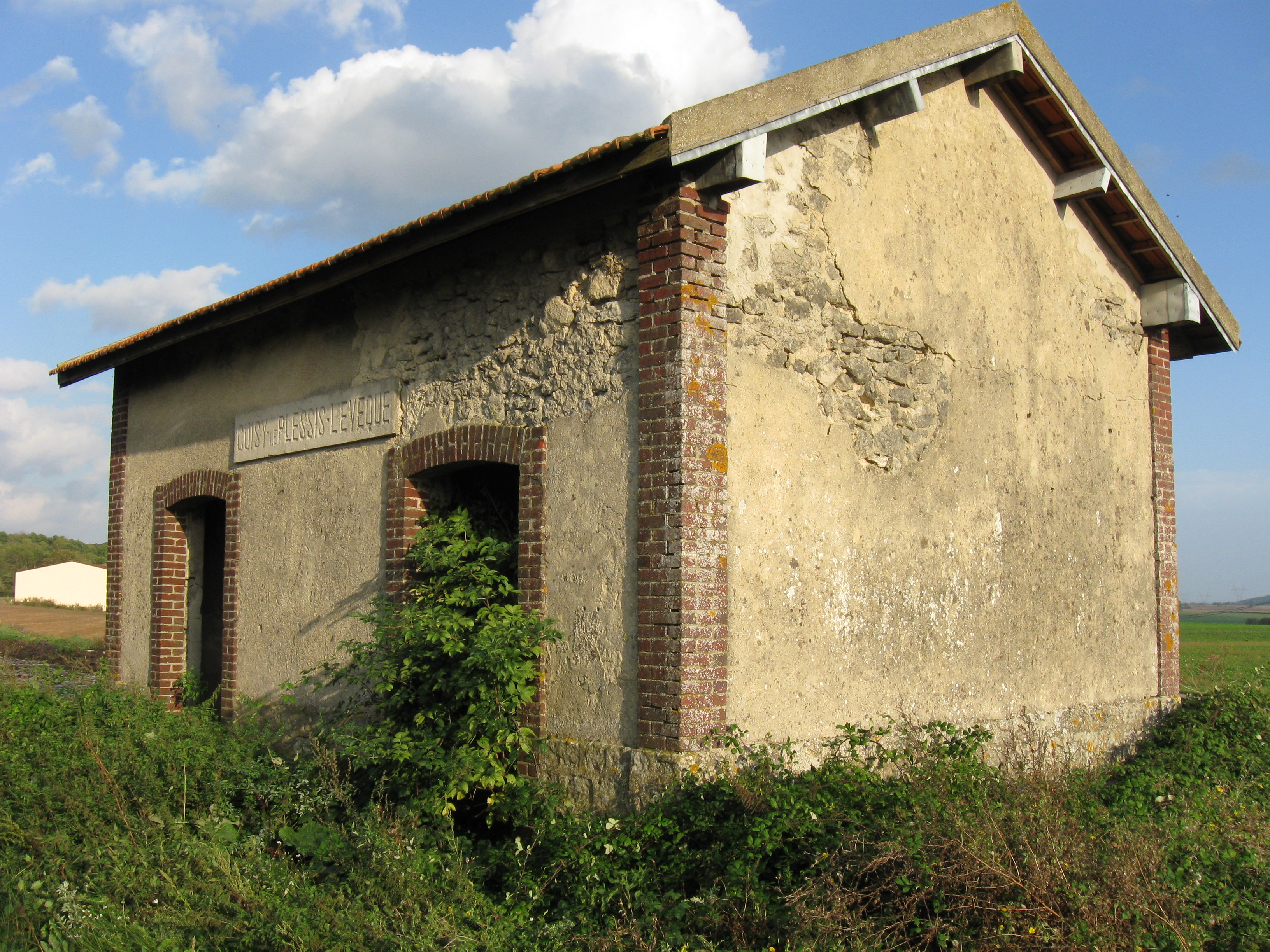
L'ancienne gare.

### Lieux et monuments
- Église placée sous le vocable de Saint-Pierre, XVIe siècle, restaurée au XIXe siècle contient entre autres des fonts baptismaux classés au titre d'objet[44].
- Ferme de Chambrefontaine, dernier vestige de l'abbaye de Chambrefontaine fondée au XIIe siècle[45].
- L'ancienne gare de Cuisy - Le Plessis-l'Évêque du tramway de Meaux à Dammartin (près de la ferme de Chambrefontaine).
- Massif forestier de Montgé traversé par le sentier de grande randonnée GR 1.